# مايك سميت
مايك سميت هو لاعب كرة قدم بلجيكي في مركز الدفاع، ولد في 6 مارس 1991 في بلجيكا. لعب مع بيرتشوت ويلريجك وبيرسخوت إيه سي.

## وصلات خارجية
- مايك سميت على موقع قاعدة بيانات كرة القدم.إي يو (الإنجليزية)
- مايك سميت على موقع Soccerway.com (الإنجليزية)